# Stanford White

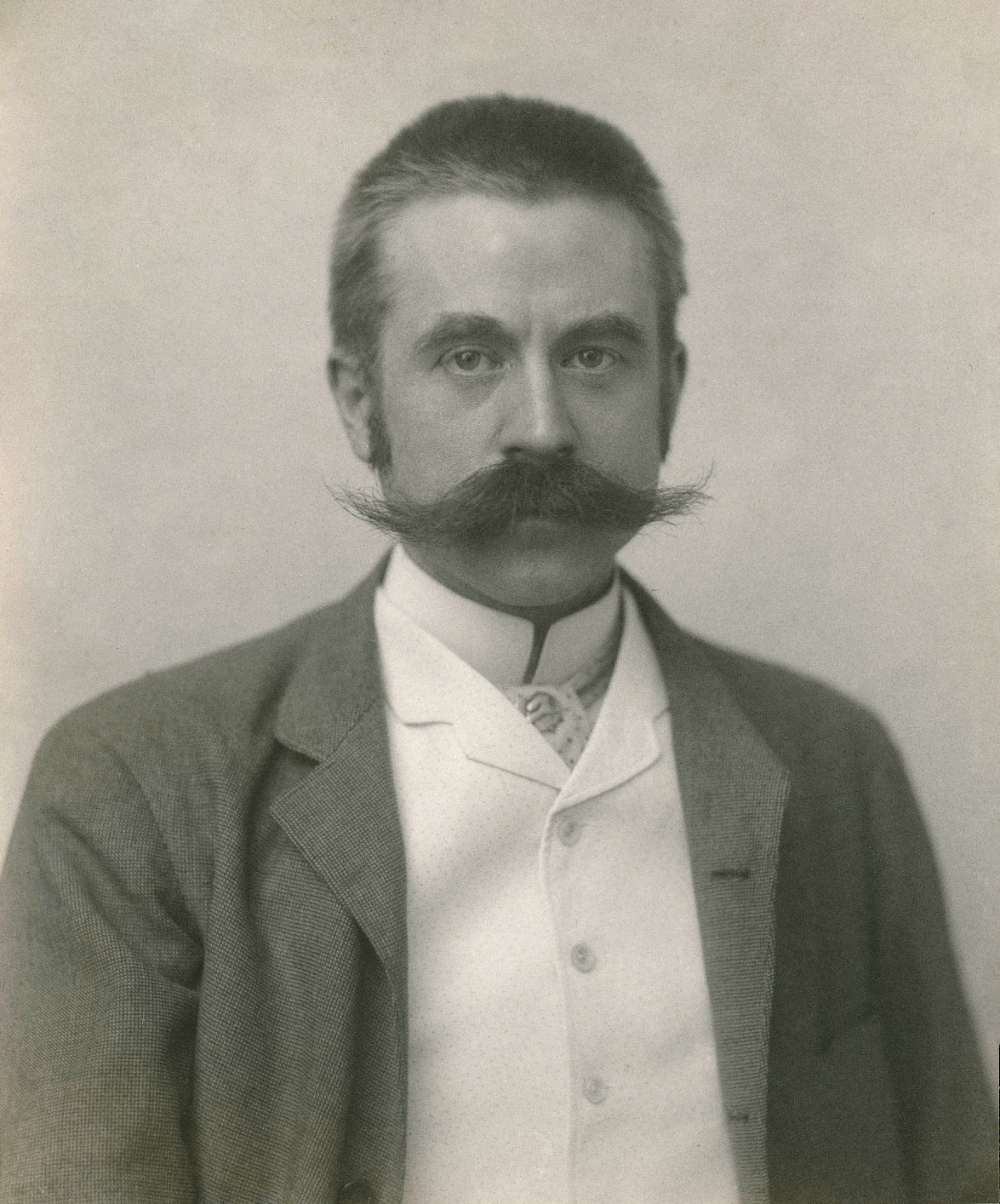
Stanford White ca. 1892, Photographie von George Cox

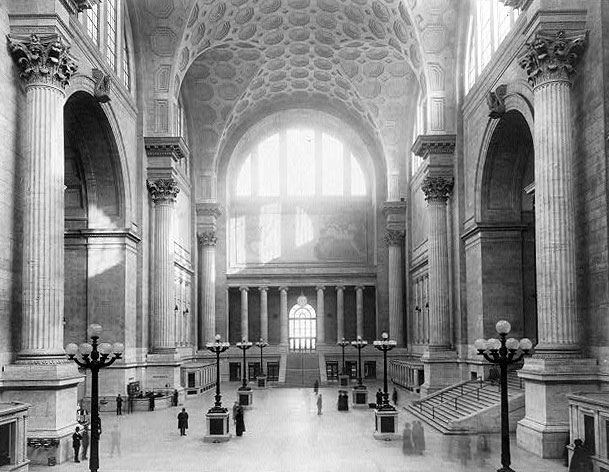
Pennsylvania Station (1910 fertiggestellt)

Stanford White (* 9. November 1853 in New York City; † 25. Juni 1906 ebenda) war ein bedeutender US-amerikanischer Architekt des späten 19. und frühen 20. Jahrhunderts.

## Leben
Stanford White war der Sohn des wohlhabenden Schriftstellers Richard Grant White. Er begann als Assistent für einen Architekten zu arbeiten und gründete 1880, ohne Architekturstudium, mit Charles McKim und William Rutherford Mead das Architekturbüro McKim, Mead and White, das zu einem der führenden und prominentesten der USA wurde.
White etablierte sich bald schon als Architekt der reichen Ostküsten-Oberschicht, deren Landhäuser und Stadtresidenzen er mit dem typischen Stil jener Jahre ein aristokratisches Gepräge gab. Ein hervorragendes Beispiel für Whites erfolgreiches Epigonentum ist der Landsitz Rosecliff (1898–1902) in Newport, der nach dem Vorbild des Grand Trianon entworfen wurde. Diese Prominenz verhalf auch zu großen öffentlichen Bauaufträgen, wie Washington Square Arch (1889–1895), Madison Square Garden II (1890 gebaut; 1925 abgerissen), Pennsylvania Station (1910 fertiggestellt) und den Campus der Columbia University – alle New York – sowie an der Universität von Virginia den Um- und Neubau der prestigeträchtigen, ausgebrannten Bibliothek Rotunda (in den 1970er Jahren weitgehend in den Zustand von 1826 zurückversetzt) und das zentral gelegene Universitätsgebäude Old Cabell Hall.
White wurde auf dem Dachgarten des von ihm erbauten alten Madison Square Garden von Harry Kendall Thaw, dem Ehemann seiner ehemaligen Geliebten Evelyn Nesbit, erschossen. Die große Bedeutung des Büros McKim, Mead and White litt unter Whites Tod und endete mit dem Ersten Weltkrieg. In seinem Todesjahr wurde er in das National Institute of Arts and Letters gewählt.
Am 25. Juni 1906 wurde White auf dem Dach des Madison Square Gardens von Harry Kendall Thaw mit mehreren Schüssen ins Gesicht umgebracht. 
Die Geschichte des Mordes an Stanford White wurde 1955 unter dem Titel The girl in the red velvet swing (dt. Titel: Das Mädchen auf der Samtschaukel) mit Ray Milland und Joan Collins verfilmt und in dem 1975 veröffentlichten Roman „Ragtime“ von E.L. Doctorow verarbeitet. In der Verfilmung des Romans von 1981 wurde Stanford White von Norman Mailer verkörpert.

## Galerie

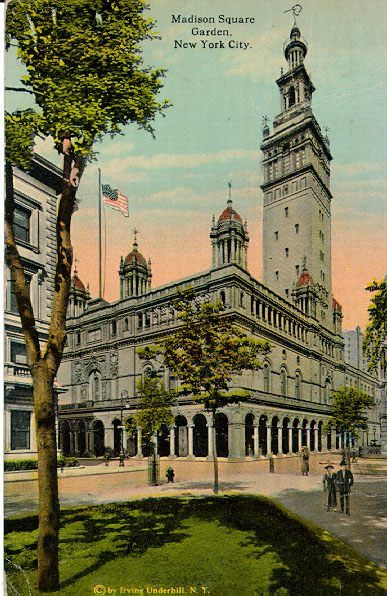
Madison Square Garden II (1890)
Washington Square Arch (1889–1895)
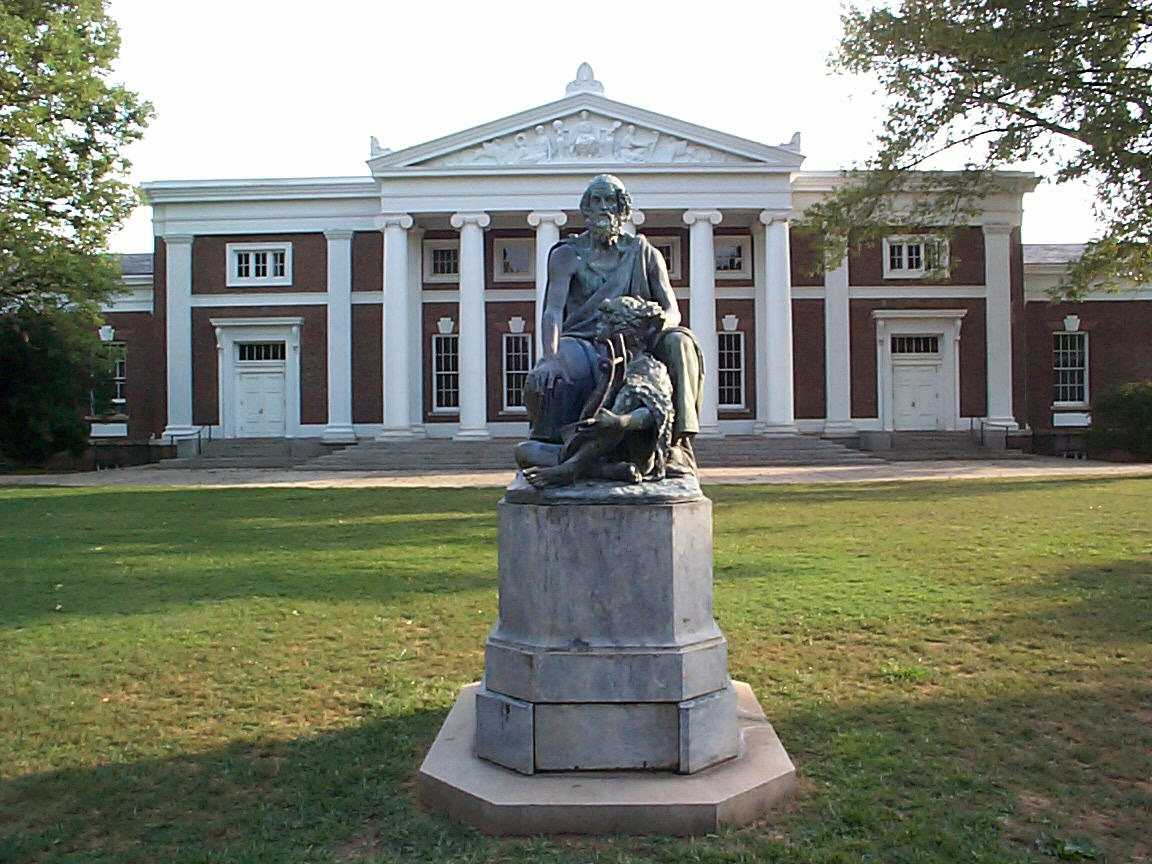
Old Cabell Hall an der Universität von Virginia (1896)
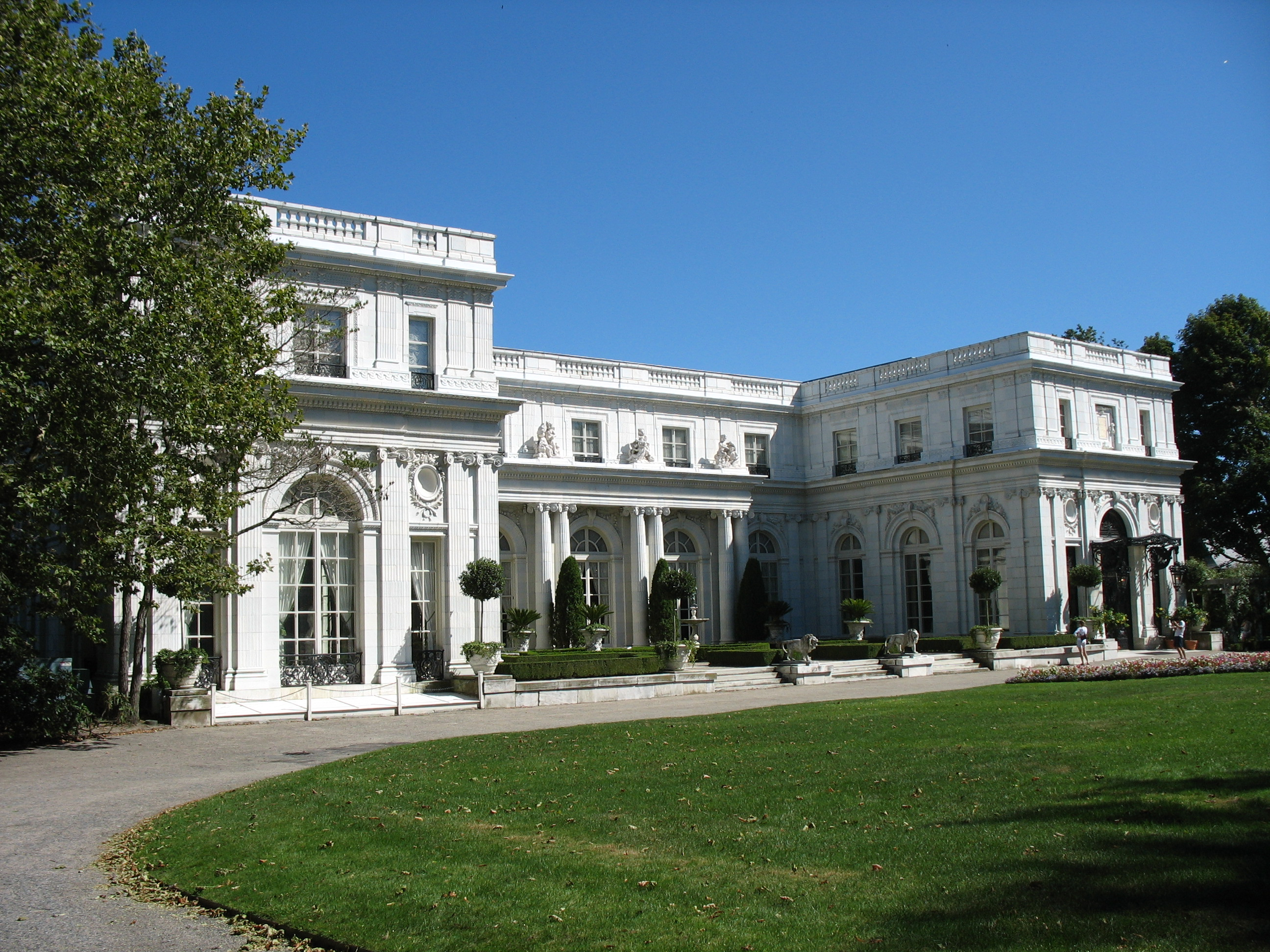
Rosecliff, ein Herrensitz in Newport (1898–1902)